# سترن
سترن (به لاتین: Střeň) یک منطقهٔ مسکونی در جمهوری چک است که در ناحیه اولومووتس واقع شده‌است. سترن ۵٫۷۸ کیلومتر مربع مساحت و ۵۸۶ نفر جمعیت دارد و ۲۲۵ متر بالاتر از سطح دریا واقع شده‌است.